# Сангушко, Андрей Александрович
Андре́й Алекса́ндрович Сангу́шко (ум. 1534) — князь Каширский, наместник кременецкий (1498—1502), брацлавский и винницкий (1500—1501), староста владимирский (1508—1531), маршалок Волынской земли (1522—1534).

## Биография
Второй сын князя Александра Сангушковича (ум. после 1491), князя каширского, старосты владимирского и наместника кременецкого.
В мае 1498 году князь Андрей Сангушко упоминается в звании каместника кременецкого. Во второй половине 1500 года после плена Константина Ивановича Острожского в битве на р. Ведроше Андрей Сангушко с разрешения великого князя литовского Александра Ягеллона стал наместником брацлавским и винницким. С 1500 по 1507 год был опекуном владений князя К. И. Острожского. В 1502 году князь Андрей Сангушко оставил должность наместника в Кременце.
В 1505 году Андрей Сангушко занимался разграничением владений князей Острожских и Заславских. На рубеже 1507—1508 годов он был назначен староствой владимирским. 26 мая 1508 года великий князь литовский и король польский Сигизмунд I Старый разрешил Андрею Сангушке выкупить замок из рук вдовы Фёдора Янушкевича за 1000 червонных золотых. В 1508 году охранял литовские границы на Северщине.
Андрей Сангушко заседал в раде великого князя, участвовал в литовских и волынских сеймах. В марте 1522 года он получил должность маршалка Волынской земли, но в 1525 году подал в отставку. 16 июля 1525 года великий князь литовский Сигизмунд I Старый назначил исполняющим обязанности маршалка Волынской земли его сына Фёдора, сохранив за его отцом титул и доходы от должности.
В 1523, 1525—1526 и 1530 годах князь Андрей Сангушко имел судебную тяжбу из-за доходов луцкого староства со своим зятем, князем Фёдором Михайловичем Чарторыйским. Осенью 1529 года Андрей Сангушко участвовал на виленском сейме, где 18 октября поддержал кандидатуру Сигизмунда Августа на престол Великого княжества Литовского. В 1531 году Андрей Сангушко передал должность старосты владимирского своему сыну Фёдору.
11 августа 1502 года Андрей Александрович Сангушко разделил с племянником Андреем Михайловичем Сангушко наследство, получил во владение Несухоежи с окрестностями, село Грабово, Синово, Березово, Торговичи. Каширская волость (Камень-Каширский), Дубище с окрестностями и монастырь св. Михаила во Владимире-Волынском были разделены пополам между дядей и племянником. 21 октября 1505 года в Люблине польский король Александр Ягеллон утвердил разделение удела между князьями Сангушко. Однако это не помешало новым процессам и соглашениям между Андреем Александровичем и Андреем Михайловичем Сангушками (1523, 1527).
Во владимирском замке построил новый дом (1512—1513 годы). Редко конфликтовал с подданным староства: были единичные жалобы в 1512 и 1524 годах. Назначал свои кандидатуры на должности попов во владимирских церквях, оказывал помощь Киево-Печерской лавре.
Скончался в конце или в начале 1535 года, был похоронен в церкви Богородицы в Киево-Печерской лавре.

## Семья и дети
Согласно Юзефу Вольфу и Брониславу Горчаку, женой князя Андрея Александровича Сангушко была княжна Ксения-Мария Ивановна Острожская, сестра великого гетмана литовского Константина Ивановича Острожского. Влодзимеж Дворжачек считает, что его второй женой была Богдана Одинцевич.
- Князь Роман Андреевич Сангушко (ум. 1517), староста брацлавский и винницкий
- Князь Фёдор Андреевич Сангушко (ум. 1547), староста владимирский, брацлавский и винницкий, маршалок Волынской земли
- Княжна Софья Андреевна Сангушко (ум. 1540), жена князя Фёдора Ивановича Заславского (ум. 1539), державца оршанского
- Княжна Мария Андреевна Сангушко, муж — князь Юрий Иванович Гольшанский-Дубровицкий (ум. 1536)
- Княжна Федора Андреевна Сангушко, жена Богуша Михаила Боговитиновича
- Княжна Василиса Андреевна Сангушко, жена князя Андрея Семёновича Друцкого-Соколинского
- Княжна Елена Андреевна Сангушко (1490—1561), 1-й муж — князь Пётр Тимофеевич Мосальский, 2-й муж — Станислав Скоп
- Княжна Анна Андреевна Сангушко, жена воеводы подляшского Ивана Сапеги (ок. 1480—1546)
- Княжна (имя неизвестно), жена князя Фёдора Михайловича Чарторыйского (ум. 1542).